# إلوي فريتش
إلوي فريتش (بالإيطالية: Eloy Fritsch؛ بالبرتغالية: Eloy Fritsch) هو ملحن برازيلي وإيطالي، ولد في 1 مارس 1968 في البرازيل.

## وصلات خارجية
- الموقع الرسمي
- إلوي فريتش على موقع IMDb (الإنجليزية)
- إلوي فريتش على موقع ميوزك برينز (الإنجليزية)
- إلوي فريتش على موقع أول ميوزيك (الإنجليزية)
- إلوي فريتش على موقع ديسكوغز (الإنجليزية)